# Hatikvah
Hatikvah (tiếng Hebrew: הַתִּקְוָה, phát âm [hatikˈva], tiếng Ả Rập: الأمل) là bài thơ của người Do Thái vào thế kỉ XIX và là quốc ca của Israel. Lời bài hát được chuyển thể từ một bài thơ của Naftali Herz Imber, một nhà thơ Do Thái ở Złoczów (ngày nay là Zolochiv, Ukraina), lúc đó ở Vương quốc Galicia và Lodomeria dưới thời cai trị của Áo. Chủ đề của tác phẩm lãng mạn này là phản ánh niềm hy vọng 2.000 năm của người Do Thái trở lại vùng đất Israel, giành lại và khôi phục nó như một quốc gia tự do và có chủ quyền.
Đây là một bài quốc ca rất đặc biệt, vì ngoài việc đôi lúc có phần khởi đầu hơi giống Shche ne vmerla Ukraina (Ukraina) hoặc Mazurek Dabrowskiego (Ba Lan), nó cũng là một bài quốc ca buồn, với đoạn nhạc buồn man mác.

## Lời bài hát
| Tiếng Hebrew | Chuyển tự tiếng Hebrew | Tiếng Ả Rập | Dịch tiếng Việt |
| --- | --- | --- | --- |
| כֹּל עוֹד בַּלֵּבָב פְּנִימָה נֶפֶשׁ יְהוּדִי הוֹמִיָּה, וּלְפַאֲתֵי מִזְרָח קָדִימָה, עַיִן לְצִיּוֹן צוֹפִיָּה; עוֹד לֹא אָבְדָה תִּקְוָתֵנוּ, הַתִּקְוָה בַּת שְׁנוֹת אַלְפַּיִם, לִהְיוֹת עַם חָפְשִׁי בְּאַרְצֵנוּ, אֶרֶץ צִיּוֹן וִירוּשָׁלַיִם. | Kol 'od balevav penimah Nefesh Yehudi homiyah, Ulfa'ate mizrach kadimah, 'Ayin leTziyon tzofiyah; 'Od lo avdah tikvatenu, Hatikvah bat shnot 'alpayim, Lihyot 'am chofshi be'artzenu, 'Eretz-Tziyon virushalayim. | طالما في القلب تكمن، نفس يهودية تتوق، وللأمام نحو الشرق، عين تنظر إلى صهيون. أملنا لم يضع بعد، أمل عمره ألفا سنة، أن نكون أمّة حرّة في بلادنا، بلاد صهيون وأورشليم القدس. | Tận sâu trong con tim, linh hồn của chúng ta, Người Do Thái này vẫn hằng luôn khát khao Trở lại quê hương nơi phương Đông, sau nhiều năm cách biệt, Ta hướng về Zion, với đôi mắt của ta, Còn đó thứ ta xem là niềm hi vọng, Nguyện ước cháy bỏng đã 2.000 năm rồi. Để dân ta đời đời, được tự do sống vui, Ở mảnh đất của Zion và Jerusalem. |

| Nghe |
| |
| Bản ghi âm đầu tiên của "Hatikvah" (tiếng Hebrew: «הַתִּקְוָה»), được thực hiện bởi Hulda Lashanska vào năm 1920 |
| |
| BBC thu âm vào ngày 20 tháng 4 năm 1945 về những người Do Thái sống sót trong trại tập trung Bergen-Belsen hát Hatikvah, chỉ năm ngày sau khi lực lượng Đồng minh giải phóng nơi này. Những lời được hát là từ bài thơ gốc của Imber. |